# Ashikaga Takauji
Ashikaga Takauji est un nom japonais traditionnel ; le nom de famille (ou le nom d'école), Ashikaga, précède donc le prénom (ou le nom d'artiste) Takauji.
Ashikaga Takauji (足利尊氏) (1305–7 juin 1358) est le premier shogun de la lignée des shoguns Ashikaga. Il est nommé shōgun en 1338, commençant la période Muromachi de l'histoire du Japon, et se termine à sa mort en 1358. Il appartient à une lignée de samouraïs qui descend de la lignée Seiwa Genji du clan Minamoto, descendant de l'empereur Seiwa, qui se sont installés dans le territoire Ashikaga de la province de Shimotsuke, qui constitue de nos jours la préfecture de Tochigi.

## Vie
Takauji était un général du shogunat de Kamakura envoyé à Kyōto en 1333 pour mater la rébellion Genkō qui avait débuté en 1331. Après avoir ressenti une désillusion croissante envers le shogunat au fil du temps, Takauji rejoint l'empereur banni Go-Daigo et Kusunoki Masashige et prend Kyōto. Peu après, Nitta Yoshisada attaque Kamakura et détruit enfin le shogunat. L'empereur Go-Daigo devient le dirigeant de facto du Japon, rétablissant la primauté de la cour impériale de Kyōto et commençant la restauration Kemmu.
Cependant, peu de temps après, les clans de samouraïs s'aperçoivent que la cour impériale restaurée cherche à rétablir les systèmes sociaux et politiques de la période de Heian. Sentant leur mécontentement, Takauji plaide auprès de l'empereur pour que quelque chose soit fait avant que la rébellion n'éclate, mais ses avertissements seront ignorés.
Hōjō Tokiyuki, fils du 14e shikken (régent) Hōjō, Hōjō Takatoki, saisit l'occasion de lancer la rébellion Nakasendai (中先代の乱, Nakasendai no ran) pour tenter de rétablir le shogunat à Kamakura en 1335. Takauji écrase la rébellion et prend le contrôle de Kamakura pour lui-même. Prenant la cause des samouraïs qui l'ont suivi, il s'autoproclame Seii Taishogun et alloue des terres à ses samouraïs sans l'autorisation de la cour. Takauji annonce son allégeance à la cour impériale, mais Go-Daigo envoie Nitta Yoshisada réclamer Kamakura.
Le rencontrant à la bataille de Takenoshita, Takauji défait Yoshisada et marche ensuite sur Kyōto. Il prend la ville mais se fait rapidement repousser vers Kyūshū par les forces combinées de Yoshisada et Masashige. Takauji s'allie avec les clans de Kyūshū et marche de nouveau sur Kyōto. À la bataille décisive de Minatogawa, en 1336, Takauji défait Yoshisada et oblige Masashige à se suicider, ce qui lui permet de prendre Kyōto pour de bon. Il installe sur le trône l'empereur Kōmyō, ce qui commence la courte et turbulente période des Cours du Nord et du Sud (Nanboku-chō) qui durera 60 ans. Il fondera le temple Tenryu-ji, à Arashiyama, après la mort de l'empereur exilé.
Le fils de Takauji, Ashikaga Yoshiakira lui succède en tant que shogun après sa mort. Son petit-fils Ashikaga Yoshimitsu unit les cours du Nord et du Sud en 1392.